# سكوت ارين
سكوت ارين (بالإنجليزية: Scott Warren)‏ هو موسيقي وعازف قيثارة أمريكي، ولد في 3 نوفمبر 1962 في شيكاغو في الولايات المتحدة.

## وصلات خارجية
- سكوت ارين على موقع ميوزك برينز (الإنجليزية)
- سكوت ارين على موقع أول ميوزيك (الإنجليزية)
- سكوت ارين على موقع ديسكوغز (الإنجليزية)